# We Stand Alone Together (película)
We Stand Alone Together (conocido en España como Estamos solos pero unidos) es un documental de 2001, basado en la miniserie de HBO, Hermanos de sangre, dirigido por Mark Cowen, escrito por William Richter, musicalizado por Jeff Pfeifer y Rob Pfeifer, en la fotografía estuvo Steven Wacks y los protagonistas son James Alley Jr., Roderick Bain y Lynn “Buck” Compton, entre otros. Esta obra fue realizada por Cowen/Richter Productions, DreamWorks, HBO y Playtone, se estrenó el 10 de noviembre de 2001.

## Sinopsis
Una recopilación a lo largo de dos años, una crónica oral captada por la cámara, de la Easy Company, narrada por los propios veteranos.